# John Hales (Theologe)

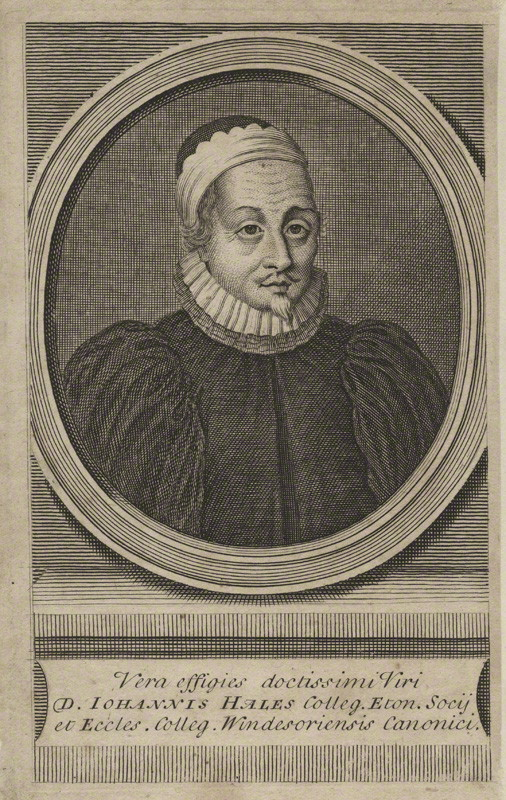
Stich Hales eines unbekannten Künstlers aus dem Jahr 1716.

John Hales of Eton College (* 1584 in Bath; † 1656) war englischer Theologe und Wissenschaftler.
Hales wurde in Bath, England, geboren und aufgezogen und studierte an der Universität Oxford. Er war zu seiner Zeit einer der angesehensten Wissenschaftler und Kenner des Antiken Griechenlandes und hielt Vorlesungen über die griechische Sprache und in griechischer Sprache. Von 1613 bis 1649 war er Mitglied des Eton College und lange auch Schatzmeister. 1616 begleitete er als Kaplan den Englischen Botschafter Sir Carleton nach Den Haag und wohnte der Synode of Dordrecht in Holland bei, wo er vom Calvinismus zum Arminianismus bekehrt wurde (Farindon: „he went to Dort to bid John Calvin good Night“, und Tulloch erwiderte: „he did not say good Morning to Arminius“).
1639 machte ihn Erzbischof Laud von Canterbury zum Kanonikus von Windsor. Seine religiöse Toleranz fand 1642 seinen Ausdruck in der Abhandlung „Tract concerning Schisms and Schismatics“ die er anonym (und ohne Zustimmung) veröffentlichte und die ihn gegen den damaligen Erzbischof Laud aufbrachte. Hales verteidigte sich aber gegen Laud gut, der ihn später zum Pfründner (Prebendary of Windsor) machte. 1649 verlor er auf Grund seiner Verweigerung, die Regierung von Cromwell anzuerkennen, seine Professur am Eton College und verarmte kontinuierlich und musste seine wertvolle Bibliothek verkaufen.
Er war seiner Zeit in vielem voraus und galt als moderner humanistischer Freidenker und skeptischer Ratgeber auch gegenüber religiösen Autoritäten. Nach seinem Tode wurden seine Schriften (1659) in dem Werk The Golden Remains of the Ever-Memorable Mr. John Hales of Eton College mit einem Vorwort von John Pearson zusammengetragen. Er verbrachte die längste Zeit seines Lebens als hochgebildeter Wissenschaftler am Eton College und bedauerte die Masse widersprüchlicher Literatur seiner Tage. Er bewunderte das literarische Werk William Shakespeares und dessen Wissen über die Antike und hat früh wesentlich zur Reputation des Dichters beigetragen. Er wird als eine Person mit großem ironischem Charme und fehlender Eitelkeit beschrieben. Er verweigerte alle Angebote einer kirchlichen Beförderung und wählte den wissenschaftlichen Rückzug in Form einer Professur am Eton-College, dessen Leiter nach ihm Sir Henry Savile und Sir Henry Wotton wurden.
Die Beinamen of Eton College ebenso wie der Begriff the ever Memorable wurden ihm schon zu Lebzeiten gegeben.

## Schriften
- A tract Concerning Schism and Schismatics Works
- F.W.Bateson (Hrsg.): John Hales The Method of Reading Profane History, Works I, The Cambridge Bibliography of English Literature, Cambridge 1941